# DR P7 MIX
DR P7 Mix var en af DR's digitale radiokanaler. Den erstattede DR Soft og DR Hit d. 6. juni 2011. 

## Baggrund
I november 2010 annoncerede DR deres intention om at lukke en række af deres 23 digitale radiokanaler, for kun at beholde 10-12. I modsætning til DR's tidligere digitale radiokanaler som spillede musik uden afbrydelser, så skulle de nye kanaler have værter og faste programmer til at formidle musikken og public service indhold. De nye kanaler, herunder DR P7 MIX, blev præsenteret i januar 2011. 

### Kanalens ophør
Efter det nye medieforlig i 2018 blev det på pressemøde d. 18. september 2018 fremlagt af DR's generaldirektør Maria Rørbye Rønn at DR P7 Mix lukker.
Som konsekvens af medieforliget for 2019-23 lukkede DAB-kanalen d. 2. januar 2020.

## Værter
- Christina Bjørn
- Christine Milton
- Henrik Milling
- Jonas Gülstorff
- Michael Bernhard
- Mikkel Bagger
- Nicolai Molbech
- Sandie Westh